# Paul Maurer
Paul Maurer (* 22. Mai 1996 in Bernau bei Berlin) ist ein deutscher Fußballspieler. Er spielt seit der Saison 2020/21 für die VSG Altglienicke und wird meist auf rechten Außenbahn als Flügelstürmer eingesetzt.

## Karriere

### Jugendzeit und FC Energie Cottbus
Paul Maurer spielte in seiner Jugend beim BFC Dynamo. Danach kam er zum FC Energie Cottbus, wo er für die U-17 und später für die A-Junioren auflief. Im Juli 2014 erhielt Maurer vom FC Energie Cottbus einen Vertrag für die zweite Mannschaft, ein Jahr später folgte der Profivertrag. Er wurde meist in der zweiten Mannschaft des Vereins eingesetzt.
Am 3. August 2014 debütierte er bei der 0:4-Niederlage gegen den VfL Halle 1896 in der Reserve von Energie Cottbus. Bei diesen Spiel in der Oberliga Nordost würde er von Vragel da Silva in der Startformation aufgeboten. Sein erstes Tor für die Cottbuser Reserve erzielte er eine Woche später am 10. August 2014 bei der 1:2-Niederlage gegen den FC Eisenach. In der 5. Minute hatte er die Cottbuser zwischenzeitlich mit 1:0 in Führung gebracht. Sein 50. und letztes Spiel die für die zweite Mannschaft von Energie Cottbus absolvierte er am 5. Juni 2016 beim Spiel gegen Inter Leipzig. Er wurde von Matthias Heidrich in der Startformation aufgeboten und erzielte in der 40. Minute den 1:1-Endstand.
Am 9. Mai 2015 gab er für die erste Mannschaft vom 1. FC Energie Cottbus in der 3. Liga und gab damit sein Profidebüt. Bei der 0:3-Niederlage gegen die Reserve von Borussia Dortmund wurde er von Trainer Stefan Krämer in der 75. Minute für Nikolas Ledgerwood eingewechselt.

### 1. FC Lokomotive Leipzig
Am 6. Mai 2016 wurde bekannt gegeben, dass Paul Maurer den FC Energie Cottbus zur neuen Saison verlassen und zum 1. FC Lokomotive Leipzig wechseln wird. Für seinen neuen Verein debütierte er am 31. Juli 2016 beim Spiel gegen seinen Ex-Verein Energie Cottbus in der Regionalliga Nordost. Bei dem 1:1-Unentschieden wurde Maurer von Trainer Heiko Scholz in der Startformation aufgeboten. Sein erstes Tor in der Regionalliga Nordost erzielte er am 10. August 2016 beim 2:1-Sieg gegen den FSV Wacker 90 Nordhausen. In der 57. Minute erzielte Maurer den zwischenzeitlichen 1:1-Ausgleich. Seinen zum 30. Juni 2018 auslaufenden Vertrag bei den Leipzigern verlängerte er nicht. Somit verließ Loks mit elf Saisontreffern bester Torschütze der Spielzeit 2017/18 den Verein am Saisonende.